# سينيكا (قبيلة هندية)
سينيكا هي قبيلة هندية في أمريكا الشمالية من عرق الإروكوا وهم يسمون أنفسهم تشوتي نونداواغا أو شعب الجبال والفرنسيون يسمونهم تسونونتوان (بالفرنسية: Tsonnontouan)‏ وكانت مساكنهم السابقة في غرب نيويورك بين بحيرة سينيكا ونهر جينيسي، وكانت ضمن الأمم الستة في حلف إيروكواس وأصبحت لاحقا أهم قبيلة في الحلف، وكانوا المتقدمين في كل حروب إيروكواس وكانوا الحراس لحدود الحلف الغربية، وبعد هزيمة قبائل إيري ونيوتر احتلوا المنطقة غرب بحيرة إيري وإلى الجنوب عبر جبال أليغني إلى بنسلفانيا، وحاربوا على جانب البريطانيين في حرب الاستقلال الأمريكية، وحوالي 56000 الآن يعيشون في مختلف المناطق أبرزها محميات الهنود في نيويورك وأوكلاهوما وأونتاريو
تحوي هذه المقالة معلومات مترجمة من الطبعة الحادية عشرة لدائرة المعارف البريطانية لسنة 1911 وهي الآن ضمن الملكية العامة.